# Allée Marc-Chagall
L'allée Marc-Chagall est une voie du 13e arrondissement de Paris, en France.

## Situation et accès

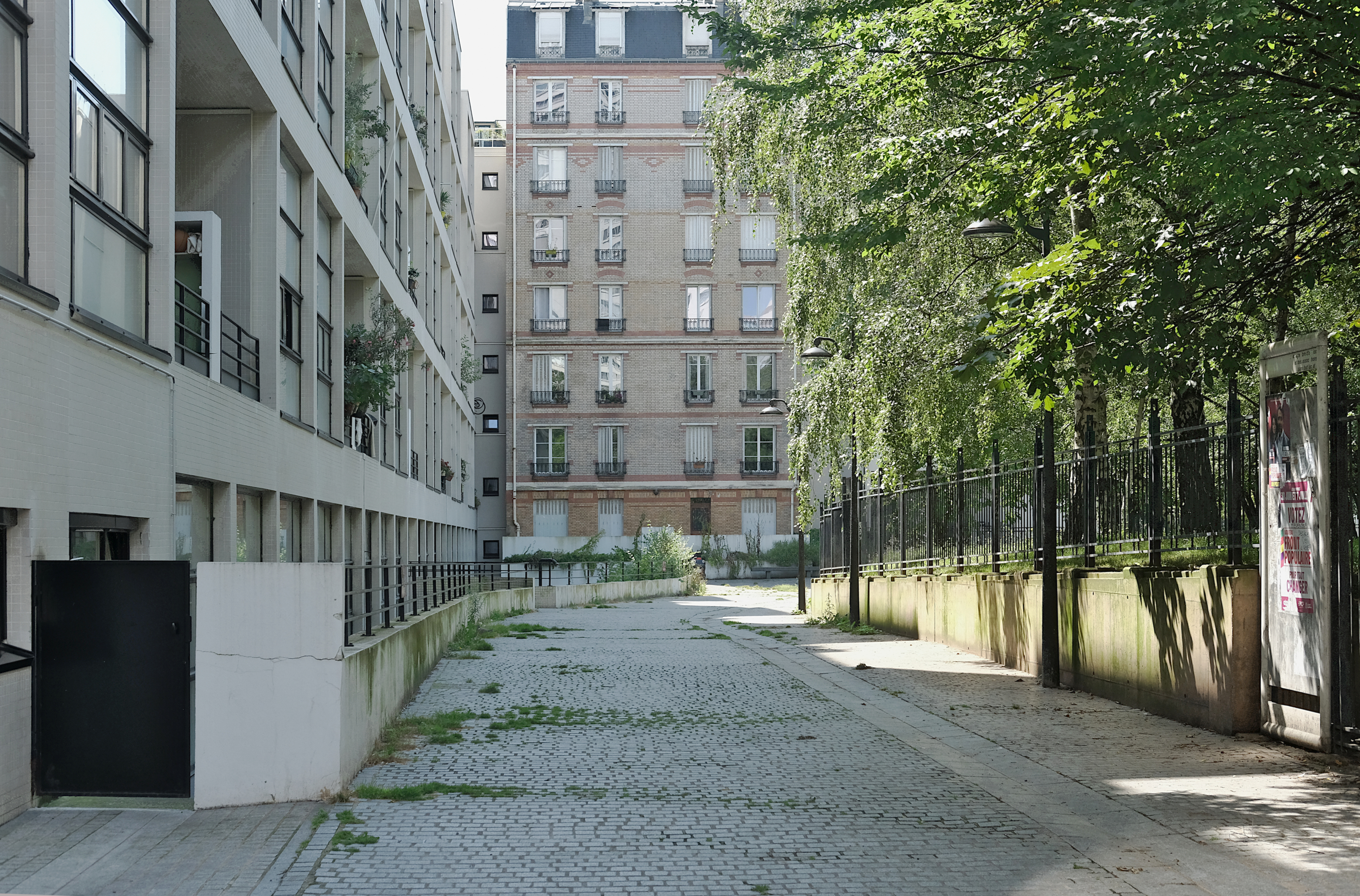
L'allée en 2024.

L'allée Marc-Chagall est une voie publique située dans le 13e arrondissement de Paris. Elle débute au 40, rue Gandon et se termine au 153, avenue d'Italie.

## Origine du nom
Elle porte le nom du peintre, dessinateur, graveur et sculpteur français Marc Chagall (1887-1985) 

## Historique
La voie est créée dans le cadre de l'aménagement de la ZAC Gandon-Masséna sous le nom provisoire de « voie BI/13 » et prend sa dénomination actuelle le 4 février 1992. 